# Manufacturing execution system
MES (від англ. manufacturing execution system, система управління виробничими процесами) — спеціалізоване прикладне програмне забезпечення, призначене для вирішення завдань синхронізації, координації, аналізу та оптимізації випуску продукції в рамках якого-небудь виробництва. MES-системи належать до класу систем управління рівня цеху, але можуть використовуватися і для інтегрованого управління виробництвом на підприємстві в цілому.

## Стандарти MES
Міжнародна асоціація виробників і користувачів систем управління виробництвом (MESA International) визначила в 1994 році модель MESA-11, а в 2004 році модель c-MES, які доповнюють моделі і стандарти управління виробництвом і виробничою діяльністю, що сформувалися за останні десятиліття:
- Стандарт ISA-95, «Інтеграція систем управління підприємством і технологічним процесом» («Enterprise-Control System Integration»), який визначає єдиний інтерфейс взаємодії рівнів управління виробництвом і компанією і робочі процеси виробничої діяльності окремого підприємства.
- Стандарт ISA-88, «Управління періодичним виробництвом» («Batch Control»), який визначає технології управління періодичним виробництвом, ієрархію рецептур, виробничі дані.
- Open Applications Group, OAG: некомерційне промислове співтовариство, що має своєю метою просування концепції функціональної сумісності між бізнес-додатками і розробку стандартів бізнес-мов для досягнення зазначеної мети.
- Модель процесів ланцюжка поставок (Supply-Chain Operations Reference, SCOR): референтна модель для управління процесами ланцюжка поставок, що зв'язує діяльність постачальника і замовника. Модель SCOR описує бізнес-процеси для всіх фаз виконання вимог замовника. Розділ SCOR «Виготовлення» («Make») присвячений, в основному, виробництву.

## Завдання MES
Серед основних завдань MES виділяються:
- Активація виробничих потужностей на основі детального поопераційного планування виробництва.
- Відстеження виробничих потужностей.
- Збір інформації, пов'язаної з виробництвом, від:
  - систем автоматизації виробничого процесу,
  - датчиків (систем контролю),
  - персоналу,
  - програмних систем.
- Відстеження і контроль параметрів якості.
- Забезпечення персоналу та обладнання інформацією, необхідною для початку процесу виробництва.
- Встановлення зв'язків між персоналом та обладнанням в рамках виробництва.
- Встановлення зв'язків між виробництвом і постачальниками, споживачами, інженерним відділом, відділом продажів і менеджментом.

- Реагування на:
  - Вимоги по номенклатурі виробництва,
  - Зміна компонентів, сировини і напівфабрикатів, які застосовує в процесі виробництва,
  - Зміна специфікації продуктів,
  - Доступність персоналу і виробничих потужностей.

- Гарантування відповідності застосовним юридичним актам, наприклад нормам Food and Drug Administration (FDA) США.
- Відповідність вищепереліченим індустріальним стандартам.

## Функції MES-11
- RAS (англ. Resource Allocation and Status) — контроль стану і розподіл ресурсів. Управління ресурсами: технологічним обладнанням, матеріалами, персоналом, навчанням персоналу, а також іншими об'єктами, такими як документи, які повинні бути в наявності для початку виробничої діяльності. Забезпечує детальну історію ресурсів і гарантує, що обладнання відповідним чином підготовлено для роботи. Контролює стан ресурсів у реальному часі. Управління ресурсами включає резервування і диспетчеризацію, з метою досягнення цілей оперативного планування.
- ODS (англ. Operations / Detail Scheduling) — оперативне детальне планування. Забезпечує впорядкування виробничих завдань, засноване на черговості, атрибутах, характеристиках і рецептах, пов'язаних зі специфікою виробів таких як: форма, колір, послідовність операцій та ін. І технологією виробництва. Мета — скласти виробниче розклад з мінімальними переналаштування обладнання і паралельною роботою виробничих потужностей для зменшення часу отримання готового продукту і часу простою.
- DPU (англ. Dispatching Production Units) — диспетчеризація виробництва. Управляє потоком одиниць продукції у вигляді завдань, замовлень, серій, партій та замовлення-нарядів. Диспетчерська інформація представляється в тій послідовності, в якій робота повинна бути виконана, і змінюється в реальному часі в міру виникнення подій на цеховому рівні. Це дає можливість зміни заданого календарного плану на рівні виробничих цехів. Включає функції усунення браку і переробки відходів, поряд з можливістю контролю трудовитрат в кожній точці процесу з буферизацією даних.
- DOC (англ. Document Control) — Управління документами. Контролює зміст і проходження документів, які повинні супроводжувати випускається виріб, включаючи інструкції і нормативи робіт, способи виконання, креслення, процедури стандартних операцій, програми обробки деталей, записи партій продукції, повідомлення про технічні зміни, передачу інформації від зміни до зміни, а також забезпечує можливість вести планову та звітну цехову документацію. Також включає інструкції з безпеки, контроль захисту довкілля, державні та необхідні міжнародні стандарти. Зберігає історію проходження та зміни документів.
- DCA (англ. Data Collection / Acquisition) — збір і зберігання даних. Взаємодія інформаційних підсистем в цілях отримання, накопичення і передачі технологічних і керуючих даних, що циркулюють у виробничому середовищі підприємства. Функція забезпечує інтерфейс для отримання даних та параметрів технологічних операцій, які використовуються у формах і документах, що прикріплюються до одиниці продукції. Дані можуть бути отримані з цехового рівня як вручну, так і автоматично від устаткування, в потрібному масштабі часу.
- LM (англ. Labor Management) — управління персоналом. Забезпечує отримання інформації про стан персоналу та управління ним в необхідному масштабі часу. Включає звітність по присутності і робочому часу, відстеження сертифікації, можливість відстеження невиробничої діяльності, такої, як підготовка матеріалів або інструментальні роботи, як основу для обліку витрат за видами діяльності (activity based costing, ABC). Можлива взаємодія з функцією розподілу ресурсів, для формування оптимальних завдань.
- QM (англ. Quality Management) — управління якістю. Забезпечує аналіз в реальному часі вимірюваних показників, отриманих від виробництва, для гарантовано правильного управління якістю продукції та визначення проблем, що вимагають втручання обслуговчого персоналу. Ця функція формує рекомендації щодо усунення проблем, визначає причини браку шляхом аналізу взаємозв'язку симптомів, дій персоналу і результатів цих дій. Може також відстежувати виконання процедур статистичного управління процесом і статистичного управління якістю продукції (SPC / SQC), а також керувати виконанням лабораторних досліджень параметрів продукції. Для цього до складу MES додаються лабораторні інформаційно-управляючі системи (LIMS).
- PM (англ. Process Management) — управління виробничими процесами. Відстежує виробничий процес і або коригує автоматично, або забезпечує підтримку прийняття рішень оператором для виконання коригувальних дій та удосконалення виробничої діяльності. Ця діяльність може бути як внутрішньоопераційною і спрямованою виключно на відстежування і керування машинами й устаткуванням, так і міжопераційної, що відстежує хід процесу від однієї операції до іншої. Вона може включати управління тривогами для забезпечення гарантованого повідомлення персоналу про зміни в процесі, що виходять за прийнятні межі стійкості. Вона забезпечує взаємодію між інтелектуальним обладнанням та MES, можливе завдяки функції збору і зберігання даних.
- MM (англ. Maintenance Management) — управління техобслуговуванням і ремонтом. Відстежує і управляє обслуговуванням обладнання та інструментів. Забезпечує їх працездатність. Забезпечує планування періодичної і попереджувального ремонтів, ремонту станом. Накопичує і зберігає історію подій, що відбулися (відмови, зменшення продуктивності та ін.) Для використання в діагностуванні виниклих і попередження можливих проблем.
- PTG (англ. Product Tracking and Genealogy) — відстеження і генеалогія продукції. Забезпечує можливість отримання інформації про стан і місцезнаходження замовлення в кожен момент часу. Інформація про стан може включати дані про те, хто виконує завдання, компонентах, матеріалах і їх постачальників, номері лота, серійний номер, поточних умовах виробництва, а також будь тривоги, дані про повторній обробці та інші події, що відносяться до продукту. Функція відстеження в реальному часі створює також архівну запис. Ця запис забезпечує відслідковування компонентів і їх використання в кожному кінцевому продукті.
- PA (англ. Performance Analysis) — аналіз продуктивності. Забезпечує формування звітів про фактичні результати виробничої діяльності, порівняння їх з історичними даними і очікуваним комерційним результатом. Результати виробничої діяльності включають такі показники, як коефіцієнт використання ресурсів, доступність ресурсів, час циклу для одиниці продукції, відповідність плану і відповідність стандартам функціонування. Може включати статистичний контроль якості процесів і продукції (SPC / SQC). Систематизує інформацію, отриману від різних функцій, що вимірюють виробничі параметри. Ці результати можуть бути підготовлені у формі звіту або представлені в реальному часі у вигляді поточної оцінки експлуатаційних показників.

Станом на 2004 рік, функції, що відносяться до складання виробничих розкладів (ODS), управлінню ТО і ремонтами (MM), а також цеховою документообігу (DOC) — функції, затребувані в дискретних виробництвах — були виключені з базової моделі MESA-11 стосовно до процесним виробництвам. Розробка нової моделі Collaborative Manufacturing Execution System (c-MES) була викликана тим фактом, що при управлінні процесними виробництвами і ланцюгами поставок надійний обмін інформацією між декількома системами необхідний набагато частіше, ніж обмін між кількома рівнями однієї системи. У попередньому поколінні MES основна увага приділялася забезпеченню інформацією користувачів з числа оперативного персоналу, таких як диспетчери, оператори або менеджери. Для спільного використання інформації з іншими була розроблена модель c-MES. Вона дає можливість отримати повну картину того, що відбувається, необхідну для прийняття рішень. Зокрема, при управлінні ланцюгами постачання й прийнятті рішень c-MES надає інформацію про можливості виробництва («що»), продуктивності («скільки»), розкладі («коли») і якості («доступний рівень»).
Крім того, з 1994 по 2004 рік з'явилися інформаційні системи, що реалізують виключені функціональні можливості:
- Advanced Planning & Scheduling (APS) — вирішують задачі складання виробничих розкладів в рамках всього підприємства,
- Enterprise Asset Management (EAM) — відповідає за управління технічним обслуговуванням і ремонтами.

Залежно від характеру, масштабу і особливостей виробничих структур і самих систем, існують різні комбінації поєднань корпоративних систем ERP, APS і MES в загальній структурі інформаційних систем управління підприємством.

## Функції c-MES
- RAS (англ. Resource Allocation and Status) — контроль стану і розподіл ресурсів.
- DPU (англ. Dispatching Production Units) — диспетчеризація виробництва (координація виготовлення продукції).
- DCA (англ. Data Collection / Acquisition) — збір і зберігання даних.
- LUM (англ. Labor / User Management) — управління людськими ресурсами.
- QM (англ. Quality Management) — управління якістю.
- PM (англ. Process Management) — управління процесами виробництва.
- PTG (англ. Product Tracking & Genealogy) — відстеження і генеалогія продукції.
- PA (англ. Performance Analysis) — аналіз ефективності.